# Bon-Ton
 (avril 2018).
Bon-Ton est une entreprise de grande distribution américaine. En février 2018, avant d'être liquidée, elle avait 23 000 salariés pour 256 magasins.

## Histoire
En avril 2018, Bon-Ton et l'ensemble de ses filiales est liquidée, après s'être placé sur le chapitre des faillites en février 2018